# Tanytarsus elisabethae
Tanytarsus elisabethae är en tvåvingeart som beskrevs av Ekrem 2001. Tanytarsus elisabethae ingår i släktet Tanytarsus och familjen fjädermyggor.
Artens utbredningsområde är Nigeria. Inga underarter finns listade i Catalogue of Life.